# Bang Si-hyuk
Bang Si-hyuk (방시혁?, 房時爀?, Bang Si-hyeokLR, Pang SihyŏkMR), noto anche con lo pseudonimo di Hitman Bang (Seul, 9 agosto 1972), è un paroliere, compositore, produttore discografico e imprenditore sudcoreano, fondatore e presidente della Hybe.

## Biografia
Bang Si-hyuk è figlio di Bang Geuk-yoon, ex-presidente della Korea Workers' Compensation and Welfare Corporation presso il Korea Social Insurance Research Institute, e Choi Myung-ja. Ha una sorella minore. Lo zio materno, Choi Kyu-sik, è stato nominato ambasciatore sudcoreano in Ungheria nel 2018.
Sviluppa un interesse per la musica da adolescente quando suo padre gli regala una chitarra, e fonda una band con i compagni delle scuole medie, scrivendo anche alcune canzoni. In seguito si concentra sugli studi per volere dei genitori, e frequenta la scuola superiore Gyeonggi prima di laurearsi in Estetica all'Università di Seul. Nel 1995 riceve la medaglia di bronzo al 6º Concorso musicale Yoo Jae-ha e nel 1997 inizia un sodalizio artistico con Park Jin-young, con il quale avrebbe collaborato spesso nella scrittura delle canzoni. Quando Park fonda la JYP Entertainment nel 1996, Bang si unisce a lui come compositore, arrangiatore e produttore. Uno dei loro primi successi sono i GOD, per i quali Bang arrangia l'album di debutto Chapter 1. Il suo nome d'arte "Hitman" ha origine in quel periodo, quando i GOD stanno diventando una delle boy band più vendute e popolari dei primi anni Duemila in Corea del Sud, valendo a Park e Bang la reputazione di "produttori di successo". Oltre ai GOD negli anni avrebbe prodotto o composto per altri artisti come Im Chang-jung, Park Ji-yoon, Rain, Wonder Girls, 2AM, Teen Top e Baek Ji-young.
Nel 2005, Bang lascia la JYP Entertainment e fonda la Big Hit Entertainment. Dal 2010 al 2011 partecipa al talent show Star Audition - Widehan tansaeng in qualità di giudice. Intanto continua a scrivere, comporre e produrre, e nel 2013 lancia la boy band BTS. Partecipa a sei canzoni dell'album del gruppo Wings, uscito a ottobre 2016 e acclamato dalla critica. Il successo di Wings gli vale il premio di Miglior produttore esecutivo agli Mnet Asian Music Award e quello di Miglior compositore ai Melon Music Award di quell'anno. Nel 2018 e nel 2019 viene inserito tra i Leader Internazionali della Musica dalla rivista Variety per il successo globale riscosso dai BTS.
A ottobre del 2020, la Big Hit – che alcuni mesi dopo cambia nome in Hybe – si quota in Borsa, rendendo Bang l'unico miliardario nell'industria sudcoreana dell'intrattenimento e la sesta persona più ricca del Paese, con un reddito netto di 2,8 miliardi di dollari. Il successo dell'IPO, insieme al successo commerciale raggiunto dai BTS quell'anno, i passi di Bang verso la diversificazione con l'app Weverse e l'acquisizione di compagnie come Source Music e Pledis Entertainment, lo fanno entrare nella Variety500, la lista annuale di Variety dei leader più influenti nell'industria mediatica globale, nella quale figura anche l'anno successivo. Sempre nel 2021, il 1º luglio lascia la posizione di AD della Hybe, conservando quella di presidente, per concentrarsi sulla produzione musicale.
Il 28 aprile 2022 riceve un dottorato onorario in economia aziendale dall'Università di Seul, assegnato a coloro che hanno dato un contributo speciale allo sviluppo accademico o al miglioramento del patrimonio culturale dell'umanità.

## Filantropia
Nell'ottobre 2022 ha donato 5 miliardi di won all'associazione non profit Community Chest of Korea, diventando così il tredicesimo membro del Korea Donor Advised Fund, che permette di scegliere come usare i propri contributi: Bang ha scelto di destinare il suo all'educazione dei minorenni che non possono permettersi economicamente di frequentare la scuola. A febbraio 2023 ha fatto una donazione da 200 milioni di won a Save the Children per il terremoto in Turchia e Siria.

## Discografia

### Produttore
- 2007 – The Wonder Years delle Wonder Girls
- 2009 – 1st Mini Album di Taegoon
- 2010 – Saint o'Clock dei 2AM
- 2011 – Homme by Hitman Bang degli Homme
- 2011 – Tonight di Lee Seung-gi
- 2011 – Roman dei Teen Top
- 2013 – 2 Cool 4 Skool dei BTS
- 2013 – O!RUL8,2? dei BTS
- 2014 – Skool Luv Affair dei BTS
- 2014 – Skool Luv Affair Special Addition dei BTS
- 2014 – No More Dream (Japanese ver.) dei BTS
- 2014 – Boy In Luv (Japanese ver.) dei BTS
- 2014 – Dark & Wild dei BTS
- 2014 – Danger (Japanese ver.) dei BTS
- 2014 – Wake Up dei BTS
- 2015 – The Most Beautiful Moment in Life, Pt. 1 dei BTS
- 2015 – For You dei BTS
- 2015 – The Most Beautiful Moment in Life, Pt. 2 dei BTS
- 2015 – I Need You (Japanese ver.) dei BTS
- 2015 – Run (Japanese ver.) dei BTS
- 2016 – The Most Beautiful Moment in Life: Young Forever dei BTS
- 2016 – Youth dei BTS
- 2016 – Wings dei BTS
- 2017 – You Never Walk Alone dei BTS
- 2017 – Love Yourself: Her dei BTS
- 2018 – Love Yourself: Tear dei BTS
- 2018 – Love Yourself: Answer dei BTS
- 2018 – Angel degli IZ (co-produzione del brano "Angel" con Supreme Boi, co-composizione di "Granulate" con Kim Do-hoon)

### Compositore

#### Anni Novanta
- 1996 – Escape From Parting di Park Jin-young (in Summer Jingle Bell, musica)
- 1996 – Will I Love You? di Park Jin-young (in Summer Jingle Bell, musica)
- 1998 – I'll Let You Go di Park Ji-yoon (in Blue Angel, musica)
- 1998 – Angel di Park Ji-yoon (in Blue Angel, musica)
- 1999 – So You Can Come Back to Me dei GOD (in Chapter 1, musica)
- 1999 – The Day You Left Me di Im Chang-jung (in Story Of..., musica e arrangiamento)
- 1999 – Floral Bikini delle Baby VOX (in Come Come Baby, musica e arrangiamento)
- 1999 – I Love You delle Baby V.O.X. (in Come Come Baby, musica e arrangiamento)
- 1999 – Secret Temptation delle Sharp (in The Sharp + 2, musica e arrangiamento)
- 1999 – One Night Dream di Kim Gun-mo (in Growing, musica e arrangiamento)
- 1999 – Dance All Night dei GOD (in Chapter 2, musica e arrangiamento)
- 1999 – Train dei GOD (in Chapter 2, musica e arrangiamento)
- 1999 – Friday Night dei GOD (in Chapter 2, musica e arrangiamento)

#### Anni 2000
- 2000 – Bad Boy delle Baby V.O.X (in Why, musica e arrangiamento)
- 2000 – Moon Song di Park Ji-yoon (in Coming-of-Age Ceremony, musica e arrangiamento)
- 2000 – Homecoming di Park Ji-yoon (in Coming-of-Age Ceremony, musica)
- 2000 – Love Before di Park Ji-yoon (in Coming-of-Age Ceremony, musica e arrangiamento)
- 2000 – Why dei GOD (in Chapter 3, musica, arrangiamento e testo)
- 2000 – War of Roses dei GOD (in Chapter 3, musica e arrangiamento)
- 2000 – If the Love is Eternal dei GOD (in Chapter 3, musica e arrangiamento)
- 2000 – Sky Blue Balloon dei GOD (in Chapter 3, musica e arrangiamento)
- 2001 – Leaning on Grief di Yoon Mi-rae (in As Time Goes By, musica e arrangiamento)
- 2001 – Fool dei GOD (in Chapter 4, musica e arrangiamento)
- 2001 – I Know dei GOD (in Chapter 4, musica e arrangiamento)
- 2001 – You Don't Know dei GOD (in Chapter 4, musica e testo)
- 2002 – Magic delle Sharp (in Style, musica e arrangiamento)
- 2002 – Why Don't You Know di Byul (in December 32, musica)
- 2002 – A Star's Place di Byul (in December 32, musica)
- 2002 – How Much I Love You di Byul (in December 32, musica, arrangiamento e testo)
- 2002 – Saying Something different From What Your Heart Feels (in December 32, musica e arrangiamento)
- 2002 – 0% dei GOD (in Chapter 5: Letter, musica e arrangiamento)
- 2002 – A Number I Should Never Have Dialed dei GOD (in Chapter 5: Letter, musica e arrangiamento)
- 2003 – DJ di Park Ji-yoon (in Woo~ Twenty One, musica e arrangiamento)
- 2003 – Take It di Park Ji-yoon (in Woo~ Twenty One, musica)
- 2003 – What Should I Do di Park Ji-yoon (in Woo~ Twenty One, musica e testo)
- 2003 – Start di Park Ji-yoon (in Woo~ Twenty One, musica)
- 2003 – Gypsy Woman di Park Ji-yoon (in Woo~ Twenty One, musica e arrangiamento)
- 2003 – Mistake di Park Ji-yoon (in Woo~ Twenty One, musica e testo)
- 2003 – 11 Things a Woman Looks for in a Man di Park Ji-yoon (in Woo~ Twenty One, musica e arrangiamento)
- 2003 – I Was Hurt di Park Ji-yoon (in Woo~ Twenty One, musica)
- 2004 – Like Me di Park Hyo-shin (in Soul Tree, testo)
- 2004 – Intro dei Noel (in New Beginning, musica e testo)
- 2004 – It Hurts, It Hurts dei Noel (in New Beginning, musica e arrangiamento)
- 2004 – Marriage Proposal dei Noel (in New Beginning, musica e testo)
- 2004 – Coolly High dei Noel (in New Beginning, musica, arrangiamento e testo)
- 2004 – At The Party dei Noel (in New Beginning, musica e testo)
- 2004 – Reloaded dei Noel (in New Beginning, musica)
- 2004 – Romantic Comedy dei Noel (in New Beginning, testo)
- 2004 – Rewind dei Noel (in New Beginning, musica, arrangiamento e testo)
- 2004 – Body Jumping dei Noel (in New Beginning, musica e arrangiamento)
- 2004 – Man and Woman dei Noel (in New Beginning, musica, arrangiamento e testo)
- 2004 – More Than a Woman dei Noel (in New Beginning, musica e testo)
- 2004 – Goodbye dei Noel (in New Beginning, testo)
- 2004 – I Do di Rain (in It's Raining, musica)
- 2004 – Familiar Face di Rain (in It's Raining, testo)
- 2004 – I di Rain (in It's Raining, musica e testo)
- 2004 – I'm Searching di Rain (in It's Raining, musica e arrangiamento)
- 2004 – To You di Rain (in It's Raining, testo)
- 2005 – Star di Byul (in Byul Vol. 2, testo)
- 2005 – Another Person (in Byul Vol. 2, testo)
- 2005 – My Guy's Girlfriend (in Byul Vol. 2, musica e arrangiamento)
- 2005 – Saving My Best For You (in Byul Vol. 2, testo)
- 2005 – Music Is My Life di Lim Jeong-hee (in Music Is My Life, testo e arrangiamento)
- 2005 – At the End of One's Hopes di Lim Jeong-hee (in Music Is My Life, testo e arrangiamento)
- 2005 – From Me To You dei GOD (in Into the Sky, musica e arrangiamento)
- 2005 – It's Alright dei GOD (in Into the Sky, musica e arrangiamento)
- 2006 – Too Much dei Noel (in It Was All For You, testo e musica)
- 2006 – Travel dei Noel (in It Was All For You, testo)
- 2006 – Late Regret dei Noel (in It Was All For You, testo)
- 2006 – Love, Don't Go di Lim Jeong-hee (in Thanks, musica e arrangiamento)
- 2006 – Destiny di Lim Jeong-hee (in Thanks, testo)
- 2006 – Angels On the Street di Lim Jeong-hee (in Thanks, testo)
- 2006 – Tulip di Lim Jeong-hee (in Thanks, testo e musica)
- 2006 – Melody di Lim Jeong-hee (in Thanks, testo e musica)
- 2006 – Get You di Lim Jeong-hee (in Thanks, testo e musica)
- 2006 – Thanks di Lim Jeong-hee (in Thanks, testo)
- 2006 – Woo Ah di Baek Ji-young (in Smile Again, testo)
- 2006 – Fountain of Tears di Byul (in Lachrymal Glands, musica)
- 2006 – Things to Abandon di Byul (in Lachrymal Glands, testo e musica)
- 2006 – To Love di Ha Dong-kyun (in Stand Alone, musica)
- 2006 – So What di Kan Mi-youn (in Refreshing, musica e arrangiamento)
- 2006 – An Old Woman di Kan Mi-youn (in Refreshing, musica)
- 2006 – Kiss di Kan Mi-youn (in Refreshing, testo)
- 2006 – Dance of Farewell di Kan Mi-youn (in Refreshing, testo e arrangiamento)
- 2006 – Come 2 Me di Uhm Jung-hwa (in Prestige, testo, musica e arrangiamento)
- 2006 – Innocence di Uhm Jung-hwa (in Prestige, musica e arrangiamento)
- 2006 – Don't Stop di Rain (in Rain's World, musica e arrangiamento)
- 2007 – Bad Boy delle Wonder Girls (in The Wonder Begins, musica e arrangiamento)
- 2007 – Love is Good di K.Will (in Left Heart, testo e musica)
- 2007 – Habit di K.Will (in Left Heart, musica)
- 2007 – You di K.Will (in Left Heart, testo e musica)
- 2007 – Once di Byul (in Byul Vol. 4 - Her Story, musica)
- 2007 – The Three Musketeers di Kim Dong-wan (in Kimdongwan is, musica e arrangiamento)
- 2007 – Love is Pity di Kim Dong-wan (in Kimdongwan is, musica)
- 2007 – Who Should Not Love di Kim Dong-wan (in Kimdongwan is, testo e musica)
- 2007 – I Lost My Love and Sing degli 8Eight (in The First, testo e musica)
- 2007 – Could I Love You degli 8Eight (in The First, musica)
- 2007 – Crazy degli 8Eight (in The First, testo e musica)
- 2007 – We Should Not Love degli 8Eight (in The First, testo e musica)
- 2007 – If I Had Only One Day degli 8Eight (in The First, musica)
- 2007 – I Hear Memories degli 8Eight (in The First, musica)
- 2007 – Listen degli 8Eight (in The First, testo e musica)
- 2007 – If You Are in Love di Lim Jeong-hee (in Before I Go, musica)
- 2007 – The Opposite of Love di Lim Jeong-hee (in Before I Go, musica)
- 2007 – Do di Lim Jeong-hee (in Before I Go, testo e musica)
- 2007 – Go To Her di Lim Jeong-hee (in Before I Go, testo e musica)
- 2007 – You Can't di Lim Jeong-hee (in Before I Go, musica)
- 2007 – This Love, That Love di Lim Jeong-hee (in Before I Go, testo e musica)
- 2007 – Listen di Lim Jeong-hee (in Before I Go, testo, musica e arrangiamento)
- 2007 – When Love is Over di Lim Jeong-hee (in Before I Go, musica)
- 2007 – Say di Bae Seul-ki (in Flying, testo e musica)
- 2007 – Ride With Me di Bae Seul-ki (in Flying, musica)
- 2007 – Alcohol and Purity di J (in In Love Again, testo e musica)
- 2007 – Delicious di Park Jin-young (in Back to Stage, testo e arrangiamento)
- 2007 – Heavenly Wind di Lim Jeong-hee (in Heavenly Wind, musica)

#### Anni 2010
- 2010 – Intro dei 2AM (in Can't Let You Go Even If I Die, testo e musica)
- 2010 – Can't Let You Go Even If I Die dei 2AM (in Can't Let You Go Even If I Die, testo e musica)
- 2010 – I Love You dei 2AM (in Can't Let You Go Even If I Die, testo, musica e arrangiamento)
- 2010 – Say No dei Beast (in Shock of the New Era, testo e musica)
- 2010 – Availability Period degli 8Eight (in Availability Period, testo, musica e arrangiamento)
- 2010 – Prologue dei 2AM (in I Was Wrong, testo)
- 2010 – I Was Wrong dei 2AM (in I Was Wrong, testo e musica)
- 2010 – Stop the Time delle Davichi (in Innocence, testo e musica)
- 2010 – Intro: Love Goes degli 8Eight (in The Bridge, testo e musica)
- 2010 – Goodbye Comes degli 8Eight (in The Bridge, testo e musica)
- 2010 – Star degli 8Eight (in The Bridge, testo e musica)
- 2010 – Outro: The Bridge degli 8Eight (in The Bridge, musica)
- 2010 – Going Crazy di Kan Mi-young (in Going Crazy, testo e musica)
- 2010 – On the Way to Breakup di Lim Jeong-hee (in It Can't Be Real, testo e musica)
- 2010 – It Can't Be Real di Lim Jeong-hee (in It Can't Be Real, testo, musica e arrangiamento)
- 2010 – I Hate You di Lim Jeong-hee (in It Can't Be Real, testo e musica)
- 2010 – Ashes di Lim Jeong-hee (in It Can't Be Real, testo e musica)
- 2010 – Still My Man di Lim Jeong-hee (in It Can't Be Real, testo e musica)
- 2010 – It Was All Big di SeeYa e Davichi (in It Was All Big, testo e musica)
- 2010 – You Wouldn't Answer My Calls dei 2AM (in Saint o'Clock, testo e musica)
- 2010 – Like Crazy dei 2AM (in Saint o'Clock, testo e musica)
- 2010 – Mirage dei 2AM (in Saint o'Clock, testo e musica)
- 2010 – Nervous dei 2AM (in Saint o'Clock, testo e musica)
- 2010 – Love U, Hate U dei 2AM (in Saint o'Clock, testo e musica)
- 2010 – I Can't Say I Love You dei 2AM (in Saint o'Clock, testo e musica)
- 2010 – Slander di Lee Hyun (in Slander, testo e musica)
- 2010 – You Are the Best of My Life di Lee Hyun (in You Are the Best of My Life, testo e musica)
- 2010 – Heart Beat di Lee Hyun (in You Are the Best of My Life, testo e musica)
- 2010 – Bad Girl di Lee Hyun (in You Are the Best of My Life, testo e musica)
- 2010 – You Make Me Cry di Lee Hyun (in You Are the Best of My Life, testo e musica)
- 2011 – Paparazzi di Kan Mi-young (in Watch, testo e musica)
- 2011 – A Stupid Woman di Kan Mi-young (in Watch, testo e musica)

#### Colonne sonore
- 2005 – Dream di K.Will (per I jug-il nom-ui sarang, musica)
- 2009 – Ghost di Yangpa (per Hon, testo e musica)
- 2010 – Like a Stupid dei 2AM (per Kae-in-ui chwihyang, testo e musica)
- 2010 – I'll Laugh di Jo Sung-mo (per Coffee House, testo e musica)
- 2010 – What Should We Finish di Park So-yeon (per Gosa dubeonjjae i-yagi: Gyosaengsilseup, testo e musica)
- 2010 – L.O.V.E. dei 2AM (per Acoustic, testo)

## Filmografia
- Star Audition - Widehan tansaeng (스타 오디션 위대한 탄생?, Seuta odisyeon widaehan tansaengLR) – talent show, 27 episodi (2010-2011)

## Riconoscimenti
- Asia Artist Award
  - 2016 – Premio miglior produttore[31]
- Edaily Culture Award
  - 2018 – Premio frontiera[32]
- Circle Chart Music Award
  - 2017 – Produttore dell'anno[33]
- Genie Music Award
  - 2018 – Produttore dell'anno[34]
- Golden Disc Award
  - 2017 – Miglior produttore[35]
  - 2020 – Miglior produttore[36]
- High1 Seoul Song Festival
  - 2018 – Produttore dell'anno[37]
- Korea Content Award
  - 2017 – Premio elogio presidenziale[38]
- Korea Music Copyright Award
  - 2011 – Premio paroliere (ballad)[7]
  - 2011 – Premio compositore (ballad)[7]
  - 2011 – Premio opera d'arte[39]
- Melon Music Award
  - 2009 – Miglior compositore[40]
  - 2016 – Miglior compositore[16]
- Mnet 20's Choice Award
  - 2010 – Premio 20's alle stelle più influenti[41]
- Mnet Asian Music Award
  - 2016 – Premi speciali – Miglior produttore esecutivo[15]
  - 2018 – Produttore dell'anno[42]
  - 2020 – Miglior produttore esecutivo dell'anno[43]
  - 2021 – Miglior produttore esecutivo dell'anno[44]
- Pony Chung Foundation[45]
  - 2020 – Innovation Award
- Seoul Music Award
  - 2018 – Produttore dell'anno[46]